# Петрович, Велько (писатель)

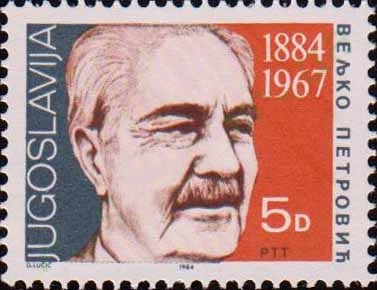
Велько Петрович на почтовой марке Югославии 1984 г., посвящённой 100-летию со дня рождения поэта

Ве́лько Пе́трович (серб. Вељко Петровић; 4 февраля 1884, Сомбор, Воеводина, Австро-Венгрия — 27 июля 1967, Белград, Югославия) — сербский писатель, новеллист, поэт, искусствовед, литературовед, теоретик, историк искусства, военный корреспондент. Член Сербской академии наук и искусств.

## Биография
Родился в семье православного священника. После окончания школы, изучал право в университете Будапешта.
Принимал активное участие в национальном движении в Венгерской Сербии, редактировал ряд сербских национально-революционных изданий. В 1906—1907 годах был соредактором хорватско-сербского социально-политического журнала «Kroacija» («Хорватия»), основанного в Будапеште. Сотрудничал с несколькими периодическими изданиями в Загребе и Сараево.
Австрийские власти, учитывая его националистические взгляды, вынудили его переехать в Белград, где он участвовал в качестве военного корреспондента в балканских войнах, а позже и в Первой мировой войне. Писал стихи.
После окончания мировой войны, работал в Министерстве образования.
Активно занимался делами культуры и образования.
Директор Национального музея в Белграде (1944–1962). Член Сербской литературной ассоциации. Председатель Матицы сербской.

## Творчество
Как поэт дебютировал в 1903 году. С 1905 г. начал издавать стихи, рассказы и литературные статьи.
Впервые обратил на себя внимание литературных критиков своей патриотической поэзией, проникнутой националистическими и антиавстрийскими тенденциями «Родолюбская песня» («Родольубиве песме», 1912) и «На пороге» («На прагу», 1914).
Довоенные сборники его стихов резко порывают с господствующей тогда поэзией модернизма.
После Первой мировой войны Пе́трович выступает почти исключительно как автор небольших реалистических новелл из жизни мелкой буржуазии Воеводины и Сербии. В первых сборниках своих новелл («Буньа и други из Раванграда», 1921, «Варльиво Пролече», 1921, «Померене Савести», 1922, и др.) заметно отражал влияние И. Тургенева и сентиментально-идиллического сербского литературного реализма.
В дальнейшем, с нарастанием экономического кризиса, в творчестве Пе́тровича всё больше и больше места занимали проблемы «больной души», человека современного капиталистического города. Начиная с 1924 («Искушенье», 1924, «Приповетке», 1925, и др.), он создаёт новый для сербской литературы стиль, стоящий ближе всего к ранним произведениям Ф. Достоевского.
Главное внимание писателя сосредоточено на психологическом анализе, на проблемах жизни больной и надломленной молодежи, разочаровавшейся в беспочвенной интеллигенции, и т. д. Мастерство стиля, подчас близкого к импрессионистской прозе, делает новеллы Пе́тровича выдающимся явлением в сербской литературе.
В основном, писал о Воеводине, её атмосфере и людях, автор многих литературоведческих и искусствоведческих статей и исследований в области литературы и изобразительного искусства в целом, особенно, о Воеводинской живописи XVIII и XIX веков, по истории югославской культуры.
Был награжден премией Союза писателей Югославии.